# Hälsingfors, Vindelns kommun
Hälsingfors är en by i Vindelns kommun, Västerbottens län, belägen vid Umeälven och väg E12 cirka 10 kilometer sydväst om Vindeln. 